# Luty 2022

## 28 lutego
- Inwazja Rosji na Ukrainę:

- Ukraińskie MSW podało, że w wyniku rosyjskiej agresji zginęło 352 cywilów, w tym 14 dzieci, rannych zostało prawie 1.700 osób. Z kolei ONZ poinformowało o co najmniej 406 ofiarach cywilnych.
- Według ukraińskiego ministerstwa spraw wewnętrznych dziesiątki ludzi zginęło, a setki zostało rannych w zmasowanym ataku MLRS na Charków. Według opublikowanych filmów podczas ataku rakietowego na Charków używano amunicji kasetowej.
- Burmistrz Kupiańska Hennadiy Matsehora, który poprzedniego dnia oddał miasto Rosjanom w zamian za pokój, został oskarżony o zdradę stanu.
- Do Kijowa zbliżył się 64-kilometrowy konwój pojazdów opancerzonych, czołgów i artylerii rosyjskich sił lądowych.
- Ambasador Ukrainy w USA Oksana Markarowa potwierdziła, że siły rosyjskie zaatakowały miasto Ochtyrka za pomocą bomby termobarycznej.
- Rosja zaatakowała lotnisko w Żytomierzu za pomocą rakiet balistycznych Iskander wystrzelonych z terytorium Białorusi.
- Rosyjskie Ministerstwo Obrony stwierdziło, że rosyjskie siły lądowe zajęły zaporoską elektrownię jądrową w obwodzie zaporoskim, a działanie elektrowni przebiegało normalnie pod strażą żołnierzy. Strona ukraińska zaprzeczyła, że elektrownia została przejęta przez siły rosyjskie.
- Dwóch Greków zginęło podczas bombardowania miasta Sartana przez rosyjskie siły powietrzne.
- Sekretarz prasowy Kremla Dmitrij Pieskow oskarżył Unię Europejską o „wrogie zachowanie” wobec Rosji i stwierdził, że uzbrojenie Ukrainy było „niezwykle niebezpiecznym i destabilizującym czynnikiem”. Pieskow powiedział też, że zachodnie dostawy broni do Kijowa pokazały, że Moskwa miała rację, próbując zdemilitaryzować Ukrainę.
- Łotwa dopuściła ochotników do udziału w wojnie rosyjsko–ukraińskiej.

- W wyniku referendum Białoruś aprobowała przyjęcie zmian w konstytucji zgodnie z propozycją Łukaszenki, z poparciem nieco ponad 65%[15]. Białoruś potwierdziła również, że cofnęła swój status państwa nienuklearnego, co pozwala jej na przechowywanie i rozwijanie własnej broni jądrowej. Prezydent Alaksandr Łukaszenka stwierdził, że mógłby poprosić Rosję o zwrot rakiet nuklearnych do jego kraju, jeśli jakakolwiek broń jądrowa zostanie przekazana Polsce lub Litwie[16].
- Powodzie na wschodnim wybrzeżu Australii. Dziesiątki tysięcy ludzi musiały się ewakuować po tym, jak powodzie nawiedziły wschodnie wybrzeże Australii. Pod wodą znalazło się wiele miast w stanie Queensland. Bilans ofiar śmiertelnych wzrósł do dziewięciu osób[17].
- W badaniu opublikowanym przez czasopismo „Nature” ujawniono, że egzoplaneta Gorącego Jowisza WASP-121b posiada metalowe chmury i spadające klejnoty[18].

## 27 lutego
- Inwazja Rosji na Ukrainę:

- Rosyjskie Siły Lądowe zaczęły atakować rurociągi gazowe i naftowe poza Charkowem i Kijowem w nadziei na osłabienie obrony tych miast.
- Zgłoszone zostały wielokrotne eksplozje w magazynie ropy pod Wasylkowem w obwodzie kijowskim.
- Armia ukraińska ogłosiła, że nadal kontroluje Kijów. Dodatkowo gubernator regionu Ołeh Sinegubow zapowiedział, że Ukraina nadal kontroluje Charków.
- Według ukraińskiej armii zniszczono konwój 56 czołgów w pobliżu Kijowa, w którym zginął czeczeński generał Magomied Tuszajew.
- Według burmistrza miasta portowego Berdiańsk wojska rosyjskie wkroczyły do miasta i zajęły wszystkie budynki administracyjne.
- Ukraina stwierdziła, że użyła dronów Bayraktar TB2 przeciwko siłom rosyjskim.
- Prezydent Rosji Władimir Putin nakazał postawić rosyjskie siły nuklearne w stan pogotowia w odpowiedzi na to, co nazwał „agresywnymi oświadczeniami” członków NATO.
- Unia Europejska stwierdziła, że po raz pierwszy w swojej historii sfinansuje zakup i dostawę broni na Ukrainę za 450 mln euro, a także przeznaczy 50 mln euro na zaopatrzenie medyczne.
- Według szacunków Wysokiego komisarza Narodów Zjednoczonych ds. Uchodźców (UNHCR) od czasu rozpoczęcia inwazji Rosji, z Ukrainy uciekło 368 tys. uchodźców.
- Premier Danii Mette Frederiksen zezwoliła ochotnikom na dołączenie do ukraińskich żołnierzy w celu walki z Rosją

- Unia Europejska, w związku z rosyjską agresją na Ukrainę, zakazała działalności agencji informacyjnej Sputnik i RT (wcześniej znanej jako Russia Today) na terenie UE. Obie są sponsorowane przez państwo i są powszechnie postrzegane jako propagujące rosyjską propagandę[27][30].

## 26 lutego
- Inwazja Rosji na Ukrainę:

- Rosyjskie Siły Lądowe próbowały zaatakować bazę wojskową pod Kijowem przy Alei Zwycięstwa oraz jedną z elektrowni w mieście. Jednak ukraińskie wojsko stwierdziło, że oba ataki zostały odparte.
- W wieżowiec mieszkalny w pobliżu międzynarodowego lotniska w Kijowie uderzył pocisk rakietowy.
- Armia ukraińska stwierdziła, że ukraińska obrona przeciwlotnicza zestrzeliła dwa rosyjskie samoloty transportowe Ił-76, przewożące spadochroniarzy w pobliżu miast Wasylków i Biała Cerkiew w obwodzie kijowskim. Strona ukraińska jednak nie przedstawiła żadnych dowodów ani szczegółów dotyczących miejsc katastrofy.
- Rosyjskie Siły Zbrojne doniosły, że zdobyły miasto Melitopol w obwodzie zaporoskim. Jednakże te doniesienia były kwestionowane. Rosyjskie media państwowe stwierdziły, że rosyjskie wojska wkroczyły do miasta, napotykając „brak oporu”.
- Ukraińskie wojsko zniszczyło tory na wszystkich węzłach kolejowych prowadzących do Rosji, aby uniemożliwić transport rosyjskich dostaw wojskowych pociągami towarowymi.
- Polska stwierdziła, że od rozpoczęcia rosyjskiej inwazji granicę przekroczyło około 100 tys. Ukraińców.

- Trzęsienie ziemi o magnitudzie 6,0 nawiedziło filipińską wyspę Mindanao, położoną w południowej części archipelagu. Hipocentrum wstrząsów znajdowało się na głębokości 121 km. Brak doniesień o ofiarach i zniszczeniach[38].
- Naukowcy znaleźli w północno-zachodniej części argentyńskiej prowincji Salta skamieniałą czaszkę nieznanego wcześniej gatunku dinozaura Guemesia ochoai z okresu kredy. Szacują, że żył on około 70 milionów lat temu. Nowo odkryty gatunek należy do mięsożernej grupy dinozaurów zwanych abelizaurami, które charakteryzowały się tym, że chodziły na dwóch dużych tylnych łapach i miały niewielkie ramiona[39].

## 25 lutego
- Inwazja Rosji na Ukrainę:

- Ukraina stwierdziła, że rosyjskie wojska wkroczyły do Kijowa, gdzie trwały ciężkie walki. Filmy w mediach społecznościowych pokazywały czołgi przejeżdżające przez dzielnicę Obolon. W kijowskim rejonie podilskim odnotowano wystrzały i wybuchy, gdy wojska rosyjskie posuwały się naprzód.
- Podczas ukraińskiej ofensywy na bazę lotniczą Millerowo w obwodzie rostowskim w Rosji zniszczono wiele samolotów rosyjskich sił powietrznych. Ponadto w bazę Millerowo uderzyły ukraińskie pociski OTR-21 Toczka, niszcząc szereg samolotów bojowych rosyjskich sił powietrznych. W Starobielsku wojska ukraińskie zniszczyły kolumnę wojsk rosyjskich. Kapitan i kapral z rosyjskiej 11. Gwardyjskiej Brygady Szturmowej poddali się Siłom Zbrojnym Ukrainy pod Czernihowem.
- Państwowy Inspektorat Dozoru Jądrowego rządu Ukrainy stwierdził, że wyższe niż zwykle poziomy promieniowania gamma zostały wykryte w Czarnobylskiej Strefie Wykluczenia po jej przejęciu przez Rosję.
- Podczas nadzwyczajnego szczytu NATO sekretarz generalny Jens Stoltenberg zapowiedział, że NATO dostarczy broń Ukrainie. Sekretarz generalny zapowiedział też, że NATO Response Force zostaną aktywowane po raz pierwszy w historii.

- Co najmniej 23 dysydentów FARC zostało zabitych przez armię kolumbijską podczas operacji w Departamencie Arauca[48].
- Trzęsienie ziemi o sile 6,1 w skali Richtera na Sumatrze w Indonezji. Trzęsienie nastąpiło o godzinie 8.39 czasu lokalnego. Epicentrum znajdowało się w pobliżu zachodniego wybrzeża Sumatry, około 17 km na północny wschód od Zachodniego Pasaman na głębokości 10 km. Wstrząsy były odczuwalne również w Malezji i Singapurze. W wyniku trzęsienia ziemi zginęło co najmniej siedem osób, a 85 zostało rannych[49].

## 24 lutego
- Inwazja Rosji na Ukrainę:

- O godzinie 5:00 czasu lokalnego, EET (4:00 czasu polskiego) siły zbrojne Federacji Rosyjskiej dokonały zbrojnej agresji na terytorium Ukrainy.
- Ukraina potwierdziła, że rosyjskie siły lądowe wkroczyły do obwodów ługańskiego, sumskiego, charkowskiego, chersońskiego, czernihowskiego, żytomierskiego i przekroczyły granicę z okupowanego Krymu. Wojska rosyjskie zaatakowały również desantami portowe miasta Odessa i Mariupol.
- Wojska rosyjskie wkroczyły do Strefy Wykluczenia w Czarnobylu; Ukraina stwierdziła, że siły rosyjskie zdobyły elektrownię jądrową w Czarnobylu.
- Rosyjskie pociski balistyczne i manewrujące uderzyły w wiele ukraińskich miast i lotnisk, w tym w stolicę Kijów i Charków.
- Rosyjskie śmigłowce zbombardowały lotnisko Hostomel na obrzeżach Kijowa. Strona ukraińska stwierdziła, że podczas obrony lotniska zestrzelono trzy helikoptery. Rosyjskie Siły Powietrzne przejęły kontrolę nad lotniskiem, jednak później ukraińskie siły lądowe odbiły lotnisko.
- W ataku na jednostkę wojskową w Podilsku zginęło sześciu cywilów, a siedmiu zostało rannych. Kolejna osoba zginęła Mariupolu. Kolejne 19 osób uznano za zaginione. 18 osób zginęło w wyniku ataku rakietowego na miasto Odessa.
- Ukraińskie wojsko doniosło, że co najmniej 137 żołnierzy zostało zabitych we wschodniej Ukrainie, a wysoki rangą urzędnik ukraińskiego rządu oszacował, że setki ukraińskich żołnierzy zginęło w wyniku nalotów. Ukraińskie wojsko stwierdziło również, że w akcji zginęło 50 rosyjskich żołnierzy.
- Prezydent Ukrainy Wołodymyr Zełenski ogłosił stan wojenny w całym kraju w odpowiedzi na inwazję Rosji na Ukrainę. Zełenski nakazał również powszechną mobilizację wojskową zdolnych do służby obywateli Ukrainy, zakazując opuszczania kraju mężczyznom w wieku od 18 do 60 lat.
- Rosyjskie Ministerstwo Obrony stwierdziło, że zniszczono 83 ukraińskie „naziemne obiekty wojskowe”, w tym 11 lotnisk.
- Ukraina stwierdziła, że zestrzeliła sześć rosyjskich samolotów bojowych, dwa helikoptery oraz zniszczyła dziesiątki wrogich pojazdów opancerzonych. Strona rosyjska zaprzeczyła tym doniesieniom.
- Kraje bałtyckie, Litwa, Łotwa i Estonia, oraz Rumunia i Polska zgodziły się na uruchomienie artykułu 4. Traktatu Północnoatlantyckiego NATO w odpowiedzi na rosyjską agresję na Ukrainę.
- Prezydent Litwy Gitanas Nausėda ogłosił, że podpisze dekret ogłaszający stan wyjątkowy i zwrócił się do Seimasu o jego ratyfikację na nadzwyczajnym posiedzeniu.
- Mołdawia ogłosiła stan wyjątkowy w odpowiedzi na inwazję. Według prezydent Mai Sandu granicę kraju przekraczają setki Ukraińców.

- W Afganistanie ośmiu pracowników zajmujących się szczepieniami przeciwko polio zostało zabitych przez nieznanych bandytów w prowincjach Kunduz i Tachar, co doprowadziło do zawieszenia kampanii szczepień w obu prowincjach. Kampania szczepień ruszyła w całym kraju w listopadzie 2021 roku[70].

## 23 lutego
- Ukraina ogłosiła mobilizację swoich rezerw wojskowych z maksymalnym okresem służby wynoszącym jeden rok dla rezerwistów w wieku od 18 do 60 lat[71]. Ponadto wezwała wszystkich obywateli do natychmiastowego opuszczenia Rosji po wzroście napięć w regionie[72].

## 22 lutego
- Pandemia COVID-19: Według stanu na 22 lutego liczba potwierdzonych zakażeń na całym świecie przekroczyła 426 milionów, zaś liczba zgonów to prawie 6 milionów osób[73].

## 21 lutego
- Wybuch w kopalni złota w Gbomblora w prowincji Poni w Burkina Faso. W wyniku eksplozji w kopalni zginęły co najmniej 63 osoby, a 40 innych zostało rannych[74].
- Trzęsienie ziemi o magnitudzie 5,6 nawiedziło Nową Zelandię w pobliżu miasta Blenheim na Wyspie Południowej na głębokości 30 km. Wstrząsy były odczuwalne w stolicy kraju Wellington. Nie było doniesień o ofiarach i zniszczeniach[75].
- W odpowiedzi na wyciek danych z 20 lutego o klientach z Credit Suisse, drugiego co do wielkości banku w Szwajcarii, Europejska Partia Ludowa (EPP), czyli partia z największą liczbą mandatów w Parlamencie Europejskim, chce poprosić Komisję Europejską o „ponowną ocenę Szwajcarii jako kraju wysokiego ryzyka do prania brudnych pieniędzy”[76].

## 20 lutego
- Dane, które wyciekły z Credit Suisse, drugiego co do wielkości szwajcarskiego banku, ujawniły tożsamość ponad 30 tys. klientów banku, których dotychczas anonimowe, numerowane konta bankowe, które łącznie obejmowały ponad 100 miliardów dolarów, pozwoliły im zachować ich tożsamość w tajemnicy. Klientami banku byli m.in. głowy państw (np. król Jordanii Abdullah II), osoby łamiące prawa człowieka, handlarze narkotyków, pracownicy wywiadu oraz osoby objęte sankcjami lub zaangażowane w przestępstwa finansowe, takie jak uchylanie się od płacenia podatków lub korupcja. Tajne dane wyciekły z drugiego co do wielkości szwajcarskiego banku około rok temu w niemieckiej gazecie Süddeutsche Zeitung i zostały przeanalizowane przez organizację non-profit Organized Crime and Corruption Reporting Project (OCCRP) oraz 46 innych organizacji informacyjnych, w tym The New York Times, Le Monde i The Guardian[77][78][79][80].
- W Pekinie zakończyły się XXIV Zimowe Igrzyska Olimpijskie[81].

## 19 lutego
- Zamach terrorystyczny w mieście Beledweyne w Somalii. Zamachowiec-samobójca z Asz-Szabab wysadził się w powietrze w restauracji w Beledweyne. Zginęło 14 osób[82].
- Władze miasta Petrópolis na wschodzie Brazylii potwierdziły śmierć 146 osób wskutek utrzymujących się od blisko tygodnia ulewnych deszczów i lawin błotnych. Poszukiwanych było około 200 mieszkańców miasta[83].

## 18 lutego
- Strzelanina w Mali, w regionie Archam, w pobliżu granicy z Burkina Faso i Nigrem. Podczas strzelaniny zginęło ośmiu żołnierzy malijskich i 57 bojowników islamskich. Do strzelaniny doszło po tym, jak w regionie Archam 40 cywilów zginęło podczas ataków terrorystycznych w zeszłym tygodniu[84].
- Pożar promu kursującego między Grecją a Włochami. Zginęło 11 osób[85].
- Co najmniej 17 osób zginęło w Belgii, Niemczech, Irlandii, Holandii, Polsce i Wielkiej Brytanii, gdy Burza Eunice uderzyła w północno-zachodnią Europę. Miliony osób były bez dostępu do prądu[86][87][88]. Anglia odnotowała rekordowy podmuch wiatru o prędkości 122 mil/h (196 km/h) na Isle of Wight[89].
- Sekretarz obrony USA Lloyd Austin ogłosił sprzedaż do Polski 250 czołgów M1 Abrams w obliczu napięć z Rosją. Polskie Wojska Lądowe będą pierwszą europejską armią, która otrzyma na wyposażenie amerykańskie czołgi M1 Abrams[90].

## 16 lutego
- Co najmniej 117 osób zginęło w wyniku lawin błotnych i powodzi w mieście Petrópolis w stanie Rio de Janeiro w Brazylii. Jest to największa ilość opadów odnotowana w mieście od 1932 roku[91][92].
- Co najmniej 13 osób zginęły po tym, jak goście weselni wpadli do studni w mieście Kushinagar w stanie Uttar Pradesh w Indiach[93].
- Trzęsienie ziemi o magnitudzie 6,2 nawiedziło zachodnią Gwatemalę. Epicentrum wstrząsów znajdowało się na głębokości 84 km w nadmorskim okręgu Escuintia, w odległości około 100 km na południowy zachód od stolicy kraju. Trzęsienie ziemi, po którym nastąpiły wstrząsy wtórne, spowodowały w wielu miejscach lawiny ziemne. Zostało uszkodzonych wiele domów zamieszkałych przez ponad 31 tys. osób. Wstrząsy były odczuwalne w sąsiednim Salwadorze oraz w meksykańskim stanie Chiapas[94].
- W Chile w wieku 93 lat zmarła Cristina Calderón, ostatnia przedstawicielka czystej krwi plemienia Jagan i ostatnia osoba posługująca się językiem jagańskim[95].

## 15 lutego
- Hiszpański trawler rybacki, Villa de Pitanxo, zatonął u wybrzeży Nowej Fundlandii i Labradoru w Kanadzie, w wyniku czego zginęło 10 członków załogi, a 11 osób uznano za zaginione[96].

## 14 lutego
- W wyniku eksplozji i pożaru w bloku mieszkalnym w miejscowości Saint-Laurent-de-la-Salanque w departamencie Pireneje Wschodnie na południu Francji zginęło siedem osób, a 20 zostało rannych[97][98].
- KGHM podpisało z NuScale Power umowę w sprawie rozpoczęcia prac nad wdrożeniem sześciu reaktorów modułowych SMR w Polsce. Pierwszy z nich ma powstać do 2029 roku, natomiast cały zespół reaktorów ma zacząć działać rok później[99].
- W wieku 83 lat zmarł Daniel Passent, dziennikarz, wieloletni felietonista tygodnika „Polityka”, tłumacz, satyryk i autor książek; ambasador RP w Chile w latach 1997–2002[100].
- Peruwiańscy naukowcy odkryli na stanowisku archeologicznym Cajamarquilla, położonym na wschód od Limy, 14 preinkaskich mumii. Szacuje się, że liczą sobie 800–1000 lat[101].

## 13 lutego
- Zgromadzenie Federalne wybrało w Berlinie Franka-Waltera Steinmeiera na drugą kadencję prezydenta Niemiec. Steinmeier miał poparcie trzech partii rządzącej koalicji i opozycyjnej chadecji[102].

## 12 lutego
- Francuskie wojska zaatakowały z powietrza bazę dżihadystów w południowym Burkina Faso w pobliżu granicy z Beninem, zabijając 40 bojowników. Atak był odwetem za masakrę dziewięciu osób (w tym jednego Francuza) w Parku Narodowym W w tym tygodniu[103].

## 10 lutego
- Katastrofa drogowa w Peru. Autobus spadł w przepaść na wiejskiej drodze w północnym Peru. W wypadku zginęło co najmniej 20 osób, a około 30 zostało rannych[104].
- Archeolodzy ogłosili odkrycie ludzkiego zęba w Grotte Mandrin niedaleko miasta Malataverne we Francji, datowanego na 54.000 BP, około 10.000 lat przed obecnie akceptowaną datą przybycia Homo sapiens do Europy[105].

## 9 lutego
- Największy w historii oszlifowany czarny diament o nazwie Enigma, liczący miliard lat, został sprzedany za 3,16 mln funtów podczas aukcji online przeprowadzonej przez dom Sotheby’s w Londynie. Cenny kamień waży 555,55 karata[106].
- Pandemia COVID-19: Według stanu na 9 lutego liczba potwierdzonych zakażeń na całym świecie przekroczyła 403 miliony, zaś liczba zgonów to prawie 6 milionów osób[107].

## 8 lutego
- We wspólnej operacji malijskich sił zbrojnych i francuskiej grupy zadaniowej Takuba zginęło co najmniej 30 dżihadystów. W operacji brał udział myśliwiec Dassault Mirage 2000, który zaatakował grupę bojowników na motocyklach[108].
- W wyniku osuwisk ziemi zginęło co najmniej 14 osób a 35 zostało rannych w Dosquebradas, departament Risaralda w Kolumbii[109][110].
- Planowana na 66 miliardów dolarów fuzja brytyjskiej firmy Arm Ltd. zajmującej się półprzewodnikami i amerykańskiej firmy Nvidia, produkującej sprzęt, została anulowana z powodu nacisków regulacyjnych ze strony Stanów Zjednoczonych, Unii Europejskiej, Wielkiej Brytanii i Chin. Firma Arm stwierdziła, że zamiast tego wejdzie na giełdę przed marcem 2023 roku. Gdyby transakcja się powiodła, byłaby to największa fuzja w historii branży półprzewodników[111][112].
- NASA przyznała firmie Lockheed Martin kontrakt na budowę „pojazdu marsjańskiego wznoszącego się na Marsa” nowej generacji, który ma dostarczyć pierwsze próbki skał z Marsa na Ziemię w latach 30. XXI wieku[113].

## 6 lutego
- Co najmniej 10 osób zginęło a około 48 tys. straciło dach nad głową na Madagaskarze w wyniku przejścia Batsirai, cyklonu 4 kategorii w skali Saffira-Simpsona. Cyklon nawiedził wschodnie wybrzeże Madagaskaru, a następnie przemieścił się w głąb lądu. Towarzyszyły mu ulewne deszcze, a wiatr osiągał prędkość 165 km/h[114][115].
- W pobliżu meksykańskiego kurortu Cancún na wybrzeżu Morza Karaibskiego doszło do wypadku autokaru, w wyniku którego zginęło co najmniej osiem osób, a wiele zostało rannych[116].

## 5 lutego
- 20 separatystów Armii Nacjonalistycznej Beludżystanu (BLA) i dziewięciu pakistańskich żołnierzy zginęło podczas nalotów w Panjgur i Nuśki, po tym, jak BLA zaatakowało dwa posterunki bezpieczeństwa dwa dni wcześniej, zabijając czterech żołnierzy i jednego cywila[117].
- W ciągu ostatnich 24 godzin w lawinach w Austrii zginęło dziewięć osób[118].
- W północnym Afganistanie wystąpiło trzęsienie ziemi o magnitudzie 5,7. Epicentrum wstrząsów znajdowało się na głębokości 200 km, w odległości 204 km na wschód od miasta Kunduz, zamieszkiwanego przez około 161 tys. osób. Nie ma doniesień o ofiarach i stratach[119].
- Administracja prezydenta Stanów Zjednoczonych Joe Bidena ogłosiła złagodzenie sankcji dla cywilnego sektora nuklearnego Iranu, próbując skłonić Iran do powrotu do rozmów w sprawie porozumienia nuklearnego[120].

## 4 lutego
- Potężna burza ze śnieżycami i opadami marznącego deszczu objęła duże obszary USA od Teksasu przez Arkansas, Tennessee po część stanu Nowy Jork. Do wczesnego popołudnia odwołano ponad 4700 lotów. Bez prądu pozostawało przeszło 370 tys. osób[121][122].
- W Pekinie rozpoczęły się XXIV Zimowe Igrzyska Olimpijskie[123].
- Islandia ogłosiła, że zakończy praktykę połowu wielorybów do 2024 roku, powołując się na spadającą cenę mięsa wielorybów[124].

## 3 lutego
- 20 osób zmarło, a 74 inne trafiły do szpitala w Buenos Aires w Argentynie po spożyciu kokainy zaprawionej trucizną lub inną substancją. Aresztowano dziewięć osób[125].
- Abu Ibrahim al-Hashimi al-Qurashi, przywódca Państwa Islamskiego, zginął podczas nalotu Połączonego Dowództwa Operacji Specjalnych USA w Atma w gubernatorstwie Idlib w Syrii. al-Qurashi zdetonował bombę, w wyniku której zginął. Podczas nalotu zginęło 13 cywilów[126].

## 2 lutego
- Ponad 60 osób zostało zabitych przez milicję CODECO podczas masowego ataku nożem w obozie dla osób wewnętrznie przesiedlonych w Djugu, Ituri, Demokratyczna Republika Konga[127].
- Tureckie naloty na pozycje PKK i SDF w północnym Iraku i Syrii, zabiły 12 osób i raniły 17 innych[128].

## 1 lutego
- W powodzi w Quito, stolicy Ekwadoru, zginęło co najmniej 14 osób, a 32 zostały ranne[129].
- Trzy osoby zginęły, a co najmniej 2500 rodzin zostało ewakuowanych w wyniku ulewnych deszczów i powodzi na Haiti[130].